# Hegesippos
Pseudo-Hegesippos – autor łacińskiego przekładu Wojny żydowskiej Flawiusza, powstałego w IV wieku po Chrystusie.